# Internationaal Slavisch Kanaal
Internationaal Slavisch Kanaal (Oekraïens: Міжнародний Слов'янський Канал, Russisch: Международный Славянский Канал, Mizjnarodnyj Slovjanskyj Kanal) is een van de Oekraïense televisiezenders. De officiële start van de zender was op 12 september 2008. De eerste experimentele uitzendingen van het Internationaal Slavisch Kanaal begonnen op 14 december 1994.